# Rohatec (rod)

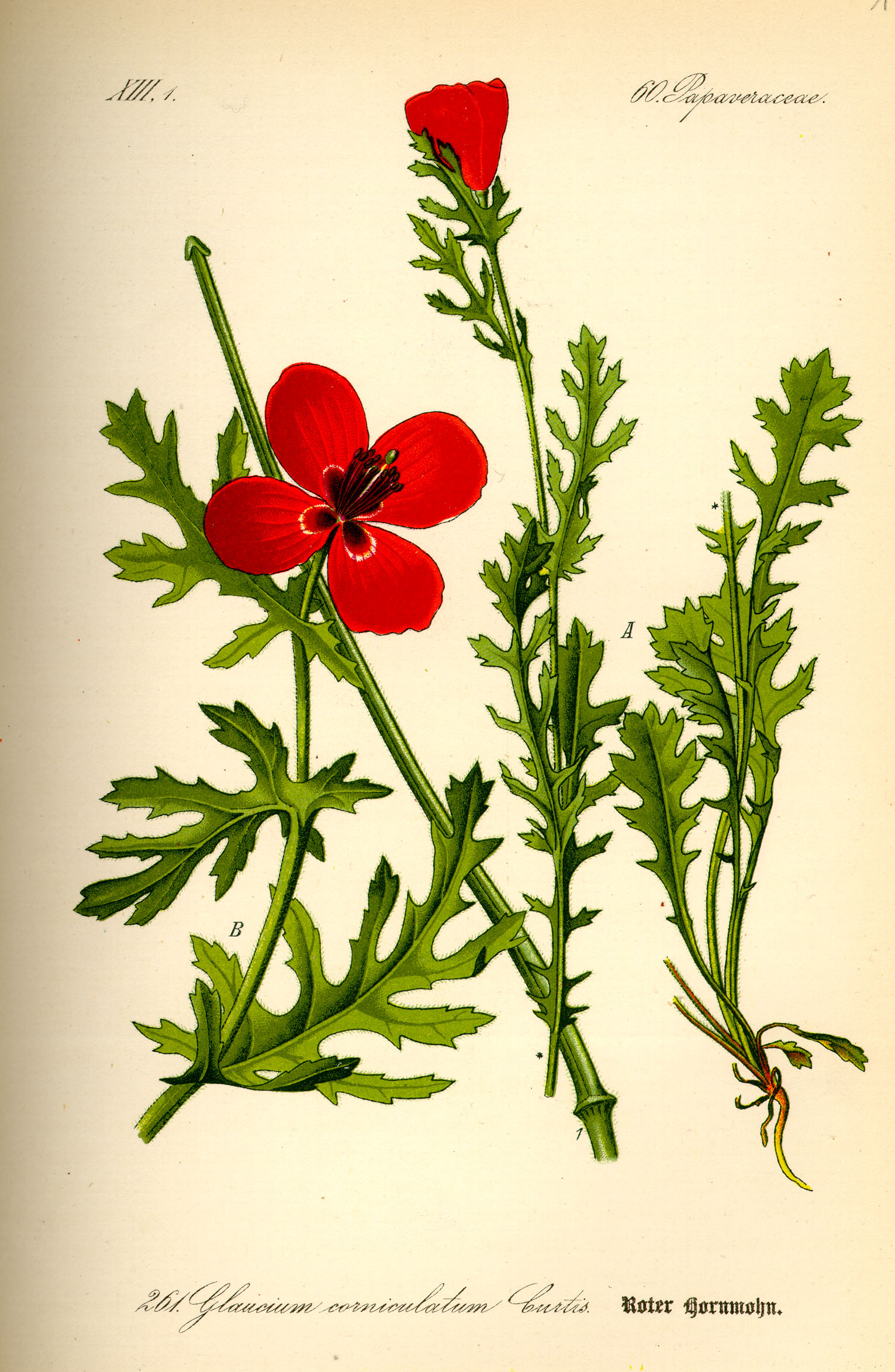
Rohatec růžkatý na ilustraci z roku 1885

Rohatec (Glaucium) je rod rostlin z čeledi makovité. Jsou to jednoleté až vytrvalé, ojíněné byliny s tuhými listy a nápadnými žlutými, oranžovými nebo červenými květy. Rod zahrnuje asi 25 druhů a je rozšířen od Kanárských ostrovů po Střední Asii a severozápadní Čínu. V České republice se jako archeofyt vyskytuje rohatec růžkatý. Některé druhy jsou pěstovány jako letničky.

## Popis
Rohatce jsou jednoleté, dvouleté nebo vytrvalé, ojíněné byliny s kožovitými listy. Obsahují žlutou šťávu. Stonek je přímý nebo vystoupavý, lysý nebo vlnatý, olistěný a někdy na bázi dřevnatějící. Listy v přízemní růžici jsou četné, řapíkaté, nejčastěji se zpeřeně členěnou čepelí, na okraji zubaté nebo vroubkované. Lodyžní listy jsou přisedlé, střídavé, střelovitě srdčitou bází objímavé. Květy jsou velké, jednotlivé, úžlabní nebo vrcholové, obvykle dlouze stopkaté. Kalich je opadavý, tvořený 2 volnými plátky. Koruna je žlutá, oranžová nebo červená, složená ze 4 plátků. Tyčinek je mnoho. Semeník je srostlý ze 2 plodolistů. Obsahuje 2 komůrky, jejichž přepážka vzniká druhotně. Blizna je téměř přisedlá, dvoulaločná. Plodem je úzká, nezploštělá tobolka pukající od vrcholu 2 chlopněmi. Obsahuje mnoho tmavě hnědých semen. Semena nemají míšek.

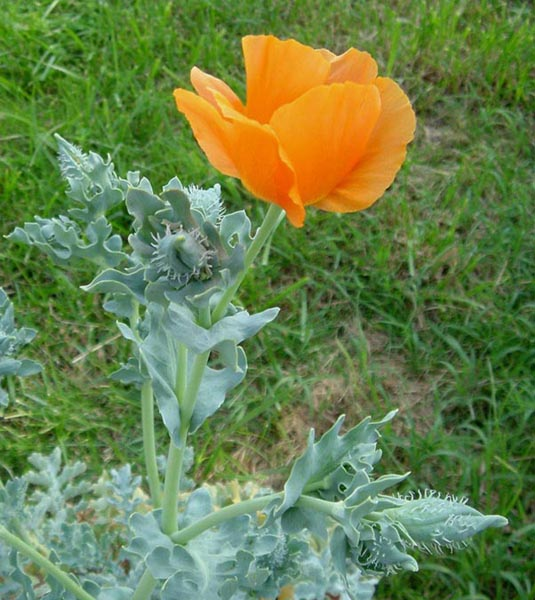
Rohatec žlutý, forma aurantiacum
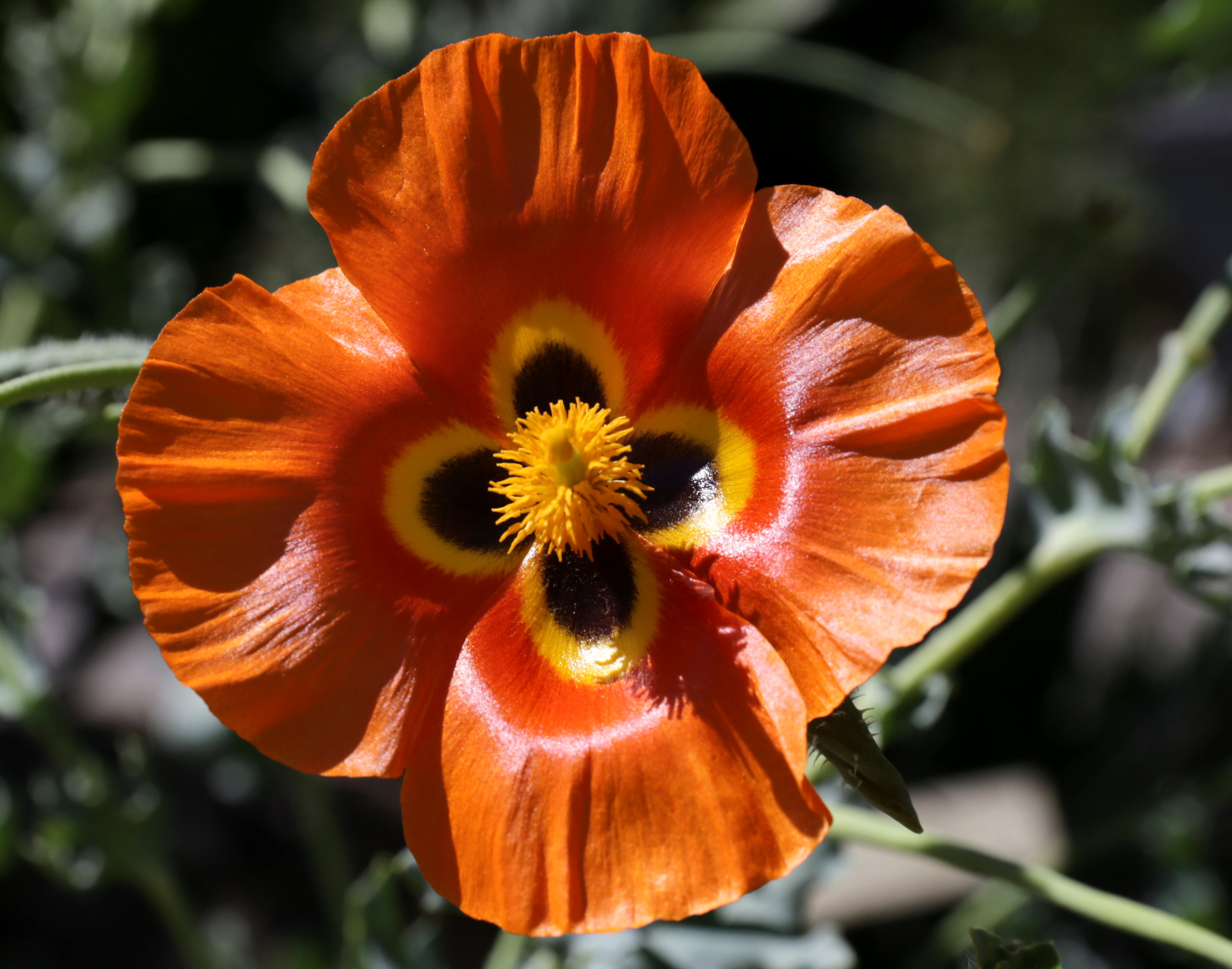
Květ rohatce Glaucium oxylobum
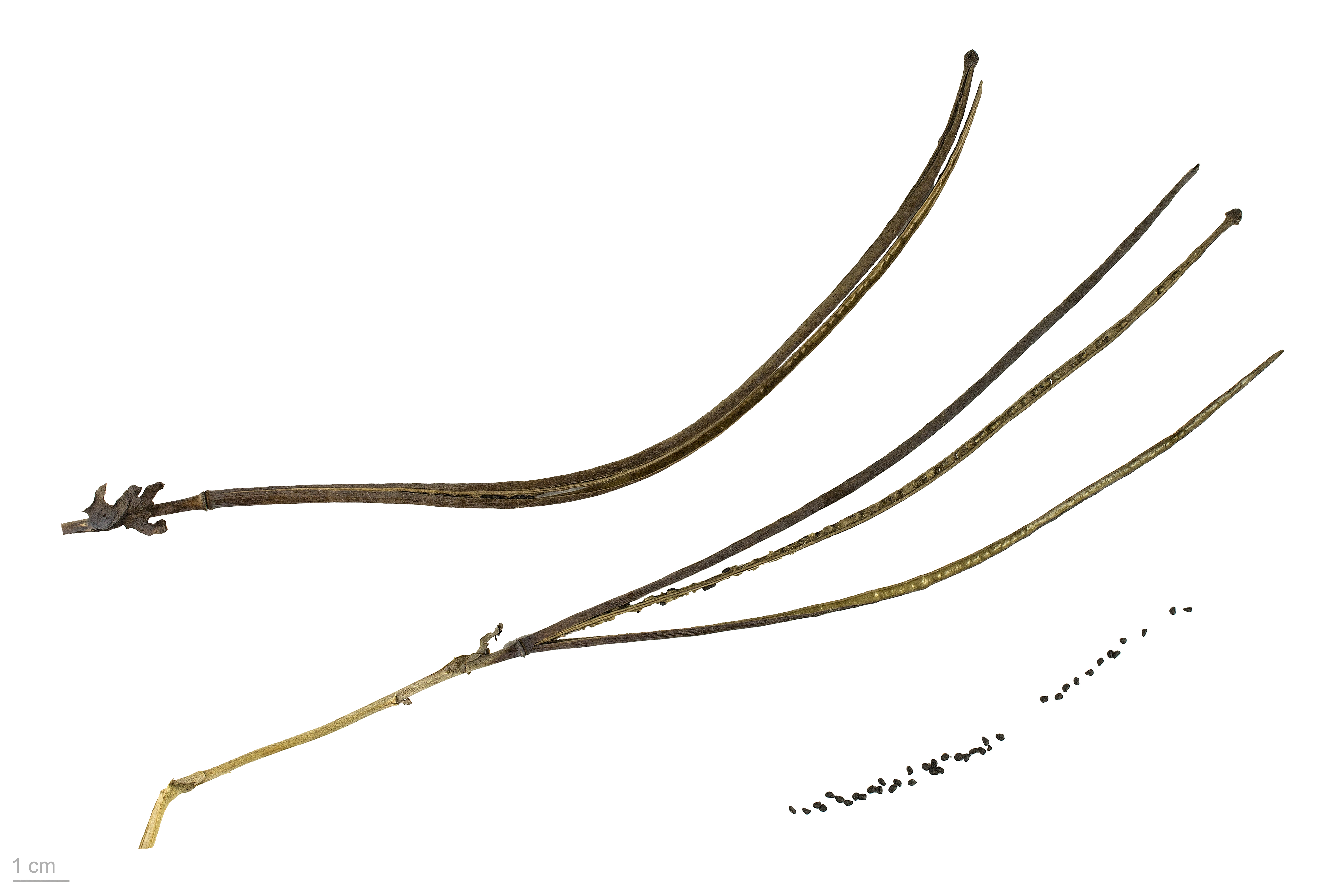
Suché tobolky rohatce žlutého

## Rozšíření
Rod rohatec obsahuje asi 25 druhů, pocházejících z Evropy a Asie. V České republice se v nejteplejších oblastech vyskytuje jako archeofyt rohatec růžkatý (Glaucium corniculatum). Vzácně zplaňuje pěstovaný rohatec žlutý (Glaucium flavum). Oba tyto druhy jsou rozšířeny zejména ve Středomoří a jsou to jediní evropští zástupci rodu. Areál přirozeného rozšíření rodu rohatec sahá od Kanárských ostrovů po Střední Asii a severozápadní Čínu (Sin-ťiang).

## Zástupci
- rohatec růžkatý (Glaucium corniculatum)
- rohatec žlutý (Glaucium flavum)[1]

## Význam
Některé druhy jsou pěstovány jako okrasné letničky.